# Diego Reyes Muñoz
Diego Reyes Muñoz (Chiclana de la Frontera, Cádiz, España, 21 de julio de 1979) es un exfutbolista español. Jugaba de lateral izquierdo y ahora ejerce de entrenador en el CFB Pallaresos de 3.ª catalana.

## Trayectoria
Diego Reyes comenzó su trayectoria en los equipos inferiores del Real Betis, se proclamó campeón de la Copa del Rey de juveniles en la temporada 1997-98 en final jugada ante el Deportivo Alavés, el partido acabó 0-0 y ganó el Real Betis por penaltis. Al acabar contrato pasa por la AD Ceuta en Segunda B y posteriormente por el Gimnàstic de Tarragona y Córdoba CF.
Al acabar la temporada 2007-08 es declarado transferible y pasa a las filas del CD Castellón.

## Clubes
| Club         | País   | Temporada | Liga               | Partidos | Goles | Copa | Goles | Promoción | Goles |
| ------------ | ------ | --------- | ------------------ | -------- | ----- | ---- | ----- | --------- | ----- |
| Real Betis B | España | 1999-00   | Segunda División B | 29       | 3     |      |       |           |       |
| Real Betis B | España | 2000-01   | Tercera División   | -        | -     |      |       | -         | -     |
| Real Betis B | España | 2001-02   | Segunda División B | 34       | 2     |      |       |           |       |
| Real Betis B | España | 2002-03   | Segunda División B | 31       | 6     |      |       |           |       |
| AD Ceuta     | España | 2003-04   | Segunda División B | 32       | 0     | 2    | 0     |           |       |
| AD Ceuta     | España | 2004-05   | Segunda División B | 35       | 5     | 3    | 0     | 2         | 0     |
| Gimnàstic    | España | 2005-06   | Segunda División   | 31       | 0     | 2    | 0     |           |       |
| Córdoba CF   | España | 2006-07   | Segunda División B | 33       | 1     | 1    | 0     | 4         | 0     |
| Córdoba CF   | España | 2007-08   | Segunda División   | 32       | 0     | 0    | 0     |           |       |
| CD Castellón | España | 2008-09   | Segunda División   | 26       | 0     | 1    | 0     |           |       |
| Cádiz CF     | España | 2010-11   | Segunda División B | 13       | 1     |      |       |           |       |
| UD Salamanca | España | 2011-12   | Segunda División B | 35       | 0     |      |       |           |       |
| C.D. Morell  | España | 2012-13   | Primera Catalana   |          |       |      |       |           |       |
| C.F.Canonja  | España | 2014-15   | Segunda Catalana   |          |       |      |       |           |       |

## Campeonatos nacionales
| Título                    | Club       | País   | Año  |
| ------------------------- | ---------- | ------ | ---- |
| Copa del Rey de Juveniles | Real Betis | España | 1998 |